# Leptotrichus kosswigi
Leptotrichus kosswigi is een pissebed uit de familie Porcellionidae. De wetenschappelijke naam van de soort is voor het eerst geldig gepubliceerd in 1960 door Strouhal.